# وحید بهزادی
وحید بهزادی معروف به سلطان خودرو اهل کازرون  یک بازاری اهل کازرون است که در اردیبهشت ۱۳۹۹ توسط قوه قضائیه ایران به دلیل پرونده فساد خودرو و ارز حکم اعدام گرفت. او و همسرش به پیش خرید بیش از ۶۷۰۰ دستگاه خودرو از شرکت سایپا متهم شده‌اند. نجوا لاشیدایی و وحید بهزادی، متهم ردیف اول و دوم در پرونده اختلاس سه هزار و ۳۰۰ میلیارد تومانی از شرکت خودروسازی سایپا در سال‌های ۹۶ و ۹۷ نیز هستند.